# محوطه عباس علی
محوطه عباس علی مربوط به دوره اشکانیان است و در شهرستان سلسله، بخش مرکزی، دهستان یوسفوند، ۶۵۰ متری شمال شرق روستای گریران علیا واقع شده و این اثر در تاریخ ۲۸ اسفند ۱۳۸۵ با شمارهٔ ثبت ۱۸۸۷۲ به‌عنوان یکی از آثار ملی ایران به ثبت رسیده است.